# Y. A. Tittle
Pro Football Hall of Fame 1971
(en) Statistiques sur pro-football-reference
Yelberton Abraham Tittle Jr. (né le 24 octobre 1926 à Marshall et mort le 8 octobre 2017 à Stanford (Californie),) est un joueur américain de football américain.
Plus connu sous le nom de Y. A. Tittle, il est un quarterback ayant fait quinze saisons en NFL.

## Carrière

### Universitaire
Tittle joue pour les Tigers de LSU lors de sa carrière universitaire au poste de quarterback. Il remporte le titre de MVP du Cotton Bowl en 1947.

### Professionnel

#### AAFC
Il est sélectionné lors du repêchage de 1948, au premier tour par les Lions de Détroit en sixième position, mais on ne le verra jamais jouer sous le maillot des Lions car il est cédé au Colts de Baltimore, évoluant en All-America Football Conference. Sans plus attendre, Tittle fait regretter aux dirigeants de Détroit de l'avoir évincé de l'équipe en réalisant des performances plus que bonnes avec Baltimore, délivrant quatorze passes pour touchdown en 1948 pour neuf interceptions. Mais en 1949, il réalise une mauvaise saison avec dix-huit passes interceptées pour quatorze passes pour touchdown.

#### NFL

##### Débuts difficiles avant explosion
En 1950, les Colts rejoignent la NFL et Y. A. reste comme le quarterback numéro 1 mais là aussi la chance n'est pas avec lui car il débute neuf matchs qui se solderont par huit défaites pour une victoire ainsi que dix-neuf passes interceptées pour huit passes pour touchdown. À la suite de cette saison, Tittle est obligé de laisser la place à Johnny Unitas et quitte les Colts pour les 49ers de San Francisco. Il récupère son fauteuil de quarterback en 1953 et déjoue les pronostics, cassant la mauvaise série qu'il établissait depuis trois ans ; il est sélectionné pour le Pro Bowl de 1953 ainsi que celui de 1954.

##### Retour dans le doute
Après deux saisons parmi les meilleurs joueurs de la NFL, Tittle observe une baisse lors de la saison 1955, où il se fait intercepter son plus grand nombre de passes (28) et la saison n'est pas fameuse pour San Francisco ; cela ne s'arrange guère en 1956 où la saison est très moyenne.

##### Une dynamique s'installe
En 1957, il participe à ses premiers play-offs après une bonne saison régulière qui affiche un 63,1 % de réussite à la passe avec 176 passes réussies mais les 49ers ne passent pas le premier tour. À partir de 1958, John Brodie commence à grignoter du temps de jeu même si Tittle est sélectionné pour le Pro Bowl de 1957 et 1959. En 1960, Tittle est remplacé au poste de titulaire par Brodie et fait une saison sur le banc de touche.

##### Plus belles années avec les Giants
En 1961, San Francisco échange Tittle contre le offensive guard Lou Cordileone avec les Giants de New York. L'originaire de Marshall remplace Charlie Conerly au poste de quarterback, impose sa loi sur le terrain et est même sélectionné pour le Pro Bowl avec ses dix matchs comme titulaire. La saison 1962 est fabuleuse pour Tittle qui réussit trente-trois passes pour touchdown. En 1963, il fait une nouvelle saison titanesque en lançant trente-six balles pour touchdown pour quatorze passes interceptées. Il termine sa carrière après une saison 1964 triste avec vingt-deux passes interceptées.

## Records
Le 28 novembre 1962, Tittle réalise sept passes pour touchdown dans une seule rencontre égalant les records de Sid Luckman, Adrian Buck, George Blanda et Joe Kapp.
Y. A. Tittle a inscrit son nom dans l'histoire de la NFL en faisant plus de trente passes pour touchdown dans une saison; seulement huit quarterback ont réussi cette statistique: Steve Bartkowski, Brett Favre, Dan Fouts, Dan Marino (et ses 48 passes pour touchdown en 1984), Peyton Manning, Jeff Garcia, Drew Brees et Tittle.
Le maillot n° 14 de Tittle fut retiré par les Giants et il fut intronisé en 1971 au Pro Football Hall of Fame après que sa tentative de rentrer dans le Hall of Fame fut refusée l'année précédente.